# Neil Adams
Neil James Adams (Stoke-on-Trent, 23 november 1965) is een Engels voetbaltrainer. Hij tekende in mei 2014 een driejarig contract bij Norwich City. Hij vervulde die functie op dat moment al anderhalve maand op interim-basis om de ontslagen trainer Chris Hughton te vervangen. Hij kreeg zijn congé op 5 januari 2015 en werd opgevolgd door Alex Neil.

## Spelerscarrière
Adams speelde in zijn geboorteplaats Stoke-on-Trent voor Stoke City. Hij verkaste later naar Everton FC, dat hem verhuurde aan Oldham Athletic. Hij werd door Oldham later definitief aangetrokken en hij speelde meer dan honderd wedstrijden voor de club. In 1994 kocht Norwich City de vleugelaanvaller en hij kreeg een basisplaats bij The Canaries. Na opnieuw meer dan honderd duels gespeeld te hebben, keerde hij in 1999 terug bij Oldham, maar na twee jaar zette Adams door blessureleed gedwongen een punt achter zijn carrière.

## Trainerscarrière
Na zijn carrière als speler werd Adams, die in bezit was van de officiële papieren, jeugdtrainer bij Norwich City. Op 6 april 2014 werd hij aangesteld als opvolger van de ontslagen manager Chris Hughton. Zijn eerste duel was tegen Fulham FC; deze wedstrijd werd met 1–0 verloren door een doelpunt van Hugo Rodallega.